# Pseudogarypus bicornis
Pseudogarypus bicornis är en spindeldjursart som först beskrevs av Banks 1895.  Pseudogarypus bicornis ingår i släktet Pseudogarypus och familjen Pseudogarypidae. Inga underarter finns listade i Catalogue of Life.